# Celly de Rheidt
Celly de Rheidt, auch Celly de Rheydt, Geburtsname: Anna Cäcilie Marie Funk (* 25. März 1889 in Altona; † 8. April 1969 in Hamburg), war eine deutsche Tänzerin in der Zeit kurz nach dem Ersten Weltkrieg, die vor allem wegen ihrer erotischen Aufführungen in Berlin kurzzeitig Bekanntheit erlangte. Sie gilt als eine der ersten Nackttänzerinnen der Neuzeit.

## Leben

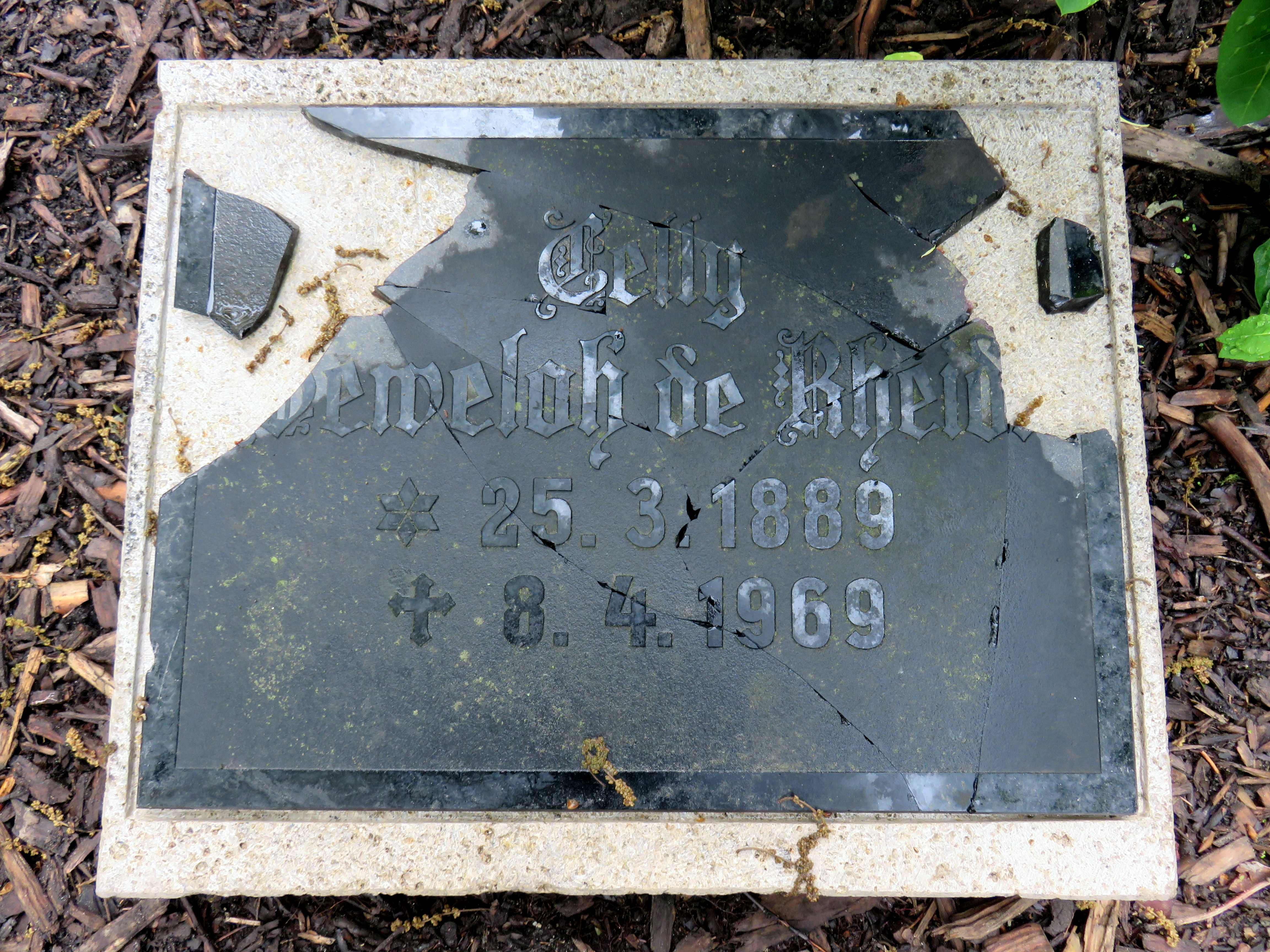
Kissenstein-Fragment „Celly Seweloh de Rheidt“ im Garten der Frauen auf dem Friedhof Ohlsdorf (2019)

Celly de Rheidt leitete eine Tanzgruppe, die aus jungen Frauen bestand, die zwischen 14 und 20 Jahre alt waren. Die Gruppe hatte nie mehr als fünf Mitglieder. Alfred Seweloh (* 1887 Kiel; † 1940 Berlin), ab 1914 Ehemann von Celly de Rheidt, leitete die Aufführungen als Ansager. Die ersten Auftritte fanden 1919 statt. Celly de Rheidt hatte zu dieser Zeit auch Gastauftritte bei anderen Veranstaltungen, vor allem in Kabaretts. 1920 hatte sie dann sogar für eine Saison eine eigene Bühne in der Berliner Motzstraße. Celly de Rheidt hatte daneben einige kurze Auftritte in diversen Filmen von Richard Oswald. Keine der Tänzerinnen hatte irgendeine formelle Tanzausbildung und Kritiker bezeichneten die Tänze schlicht als Hopserei. Bei den Aufführungen handelte es sich meist eher um kurze Pantomime mit Titeln wie: Der Vampir, Salome oder Tanz der Gladiatoren. Sie waren gut besucht und dementsprechend konnten hohe Eintrittspreise verlangt werden.
1922 wurde ihr Ehemann angeklagt, Steuern hinterzogen zu haben, und musste 5.400 Mark Strafe bezahlen. Die Zahlung verzögerte sich jedoch und war dann wegen der Inflation nur noch eine geringe Summe. Kurz darauf trennte sich Celly de Rheidt von ihrem Ehemann und hatte in Leipzig Aufführungen mit dem lesbischen Vampirtanz. 1924 heiratete sie einen Wiener Theaterproduzenten. Mit der Hochzeit beendete sie ihre Karriere.
Celly de Rheidt starb am 8. April 1969 in ihrer Heimatstadt Hamburg und wurde dort auf dem Ohlsdorfer Friedhof beigesetzt. Ihr Grabstein befindet sich seit Mai 2019 im Garten der Frauen auf dem Ohlsdorfer Friedhof.

## Filmografie
- 1921: Der Dämon von Kolno
- 1921: Lady Hamilton

## Nachwirken
Die Kabarettisten Margarete Wiedeke und Max Heye nahmen 1921 parodistisch Bezug auf Celly de Rheidt in einer Szenenfolge, die sie für das Label Homocord auf die beiden Seiten einer Schellackplatte sprachen; die "berühmte Nackttänzerin" heißt hier ‘Nelly Reizenstein’.